# Sztuka polityczna

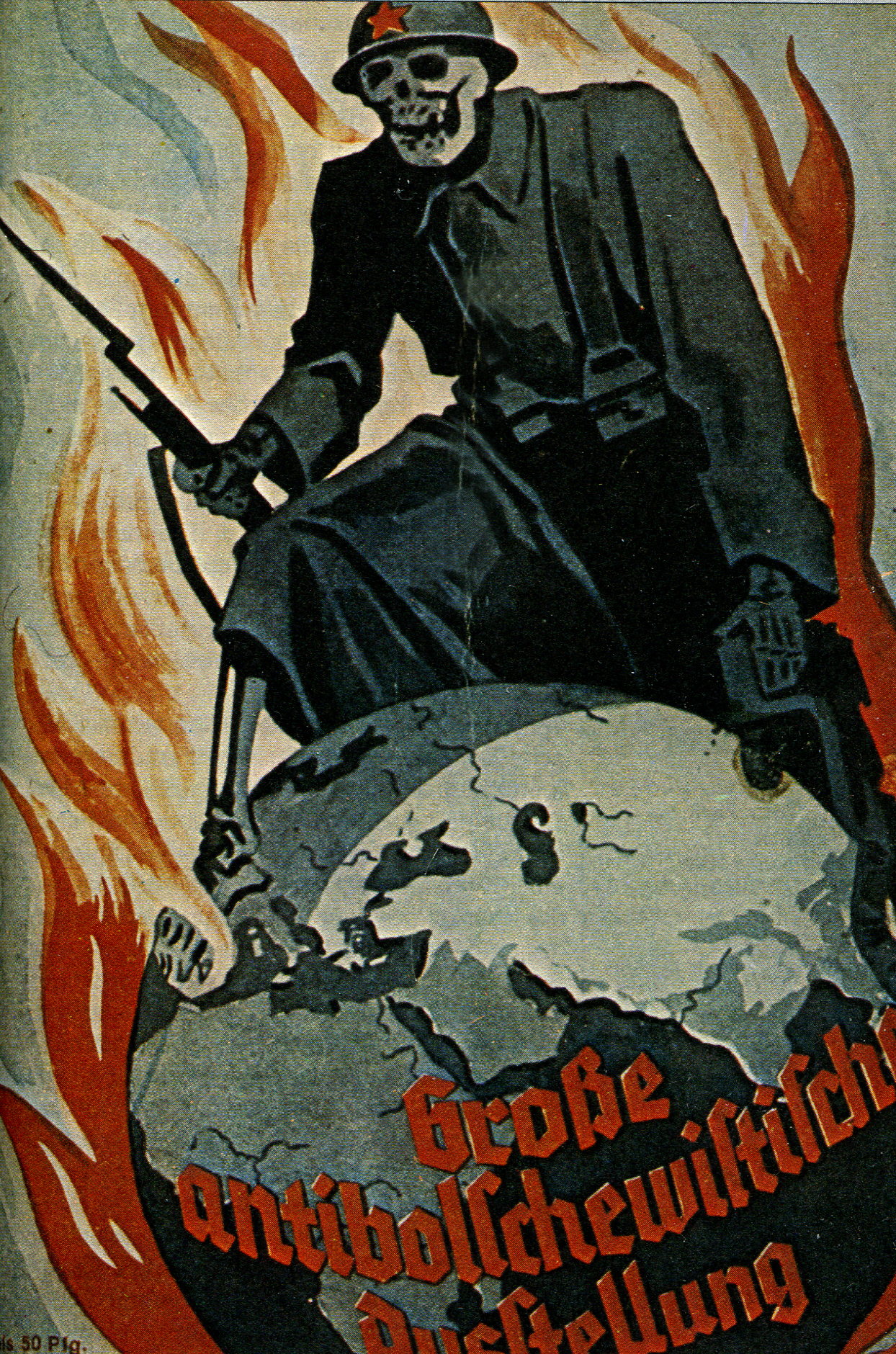
Nazistowski antyradziecki plakat propagandowy

Sztuka polityczna (zwana też w czasach PRL-u zaangażowaną) – szerokie pojęcie obejmujące wiele rodzajów działalności artystycznej, które łączy to, że intencjonalnie niosą jakieś przesłanie polityczne. Sztuka polityczna może być zarówno sposobem kontestacji status quo społecznego i jego przejawów instytucjonalnych, jak i wyrazem oficjalnej polityki danego kraju (co z reguły prowadzi do sztuki propagandowej). Przykładem ostatniego jest socrealizm w państwach bloku komunistycznego czy muralizm w Meksyku. Do odmian sztuki politycznej zalicza  się m.in.: activist art (ang. "sztuka lewicowa"), radical art (ang. "sztuka radykalna") itp. Najbardziej znanymi artystami uprawiającymi sztukę polityczną na Zachodzie są: nieżyjący już Joseph Beuys oraz Victor Burgin, Hans Haacke i Krzysztof Wodiczko.